# Les filles c'est vraiment des pauvres types
Les filles c'est vraiment des pauvres types est un roman de Christine Van de Putte paru chez Flammarion et J'ai lu en 2001.

## Résumé
Bibile est une petite fille qui vit dans les années 1960 dans les corons près de Lille dans une famille composée d'un père machiste et autoritaire, devenu par ascension sociale ingénieur à la mine et une mère effacée. Elle a un frère, Sylvain, turbulent, qui passe son temps à provoquer le père. Bibile, en tant que fille, décide d'être invisible. Avec ses yeux d'enfants elle observe la vie de famille, l'école ; elle décrit un monde mystérieux au quotidien où des petits riens peuvent être de grands exploits et vice-versa.

## Éditions
- Les filles, c’est vraiment des pauvres types, Paris, Flammarion, 2001, 267 p. (ISBN 2-08-068083-8).
- Les filles, c’est vraiment des pauvres types, Paris, France loisirs, coll. « Pimentdate=2001 », 221 p. (ISBN 2-7441-4989-6).